# 隈井士門
隈井 士門（くまい しもん、1963年 - ）は、神奈川県出身の男性俳優、映画監督、脚本家。身長175cm。

## 人物
1963年、神奈川県に生まれる。5歳より愛知県名古屋市に住む。中学3年生の時、『スター・ウォーズ エピソード4/新たなる希望』を観て第9作に出ようと芝居を始める。
大阪市立大学文学部心理学科に入学、演劇部に入る。その後劇団日本維新派に参加。
1985年、梅田コンテナ跡地における『月光のシャドーボール』に初出演。『十五少年探偵団・ドガジャガドンドン』他、6公演に出演。

## 出演作品

### 映画
- 追悼のざわめき（1988年） - 兄
- 曖昧扉の向う側（1988年）
- 狂った舞踏会（1988年）
- ロリータ恥辱（1989年）
- モンゴリアンB・B・Q（1990年） - 榊精二
- 三月のライオン（1991年）
- 心臓抜き（1992年） - 加藤洋平
- 嵐の季節（1994年）
- こんな、ふたり（1998年） - 主演
- ロードランナー（1998年）※未公開作品
- ゲット★イット★オン?（2001年）
- 春色のスープ (2008年)
- 釘打ちのバラッド (2017年)
- 小さな恋のうた（2019年）
- ミラクルシティコザ（2022年）
- 木の上の軍隊（2025年）

### テレビ
- ふぞろいの林檎たち パートIII 第6話「キツイ体験ありますか?」（1991年、TBS）
- 火曜サスペンス劇場（日本テレビ）
  - 女医の殺人（1991年）
  - フルムーン旅情ミステリー 第8作「風の囁き」（1993年）
- 泉鏡花（1996年）
- ウルトラマンコスモス 第9話「森の友だち」（2001年、MBS） - 岩田康祐の父
- エコ婚。（2011年、NHK）
- 琉球歴史ドラマ 尚円王（2020年2月12日 - 2月26日、琉球放送） - 芥隠 役

### CM
- アグレ ペンキ職人篇
- アーキドゥ　新築篇
- 清明の丘公演（ナレーション）
- オリオンビール お歳暮篇
- 花王 メリーズ
- 豊崎マンションPV

### Vシネマ
- ザ・忍者ウォリアーズ くノ一戦士（1991年）
- 平成極道伝 阿修羅が斬る!（1997年）
- セールスレディ 肉体訪問販売（1998年）

### 舞台
- 月光のシャドーボール（1983年）
- 十五少年探偵団・ドガジャガドンドン（1987年）
- 少年街（1991年）
- 銀龍草（1993年）
- インターホン（2002年）
- 夜明け、二人、マルガリータ（2007年）

### 朗読
- ジャン・コクトー（1990年）

### ラジオ
- FM-POCO（2002年 - 2004年）

### スチール
- 父の日ダンディ計画 - モデル
- サンエー父の日 - チラシ、WEBモデル

## 監督作品
- TOZNA（2010年）※脚本・音楽も担当
- Diet Dried Fish（2011年）※脚本・音楽も担当

## プロデュース作品
- 五街道佐助 独演会（2002年）
- 演劇教室ディシプリン（2005年）
- Hamlet（2006年）